# Cynthia Erland
 (avril 2017).
Si vous disposez d'ouvrages ou d'articles de référence ou si vous connaissez des sites web de qualité traitant du thème abordé ici, merci de compléter l'article en donnant les références utiles à sa vérifiabilité et en les liant à la section « Notes et références ».
Pour les articles homonymes, voir Erland.
Cynthia Erland est une actrice américaine. 

## Biographie
Elle vient de Lawrence (Kansas).

## Filmographie
- 1987 : Savage Harbor
- 1988 : Take Two
- 1989 : La Rivière de la mort : Maria